# Supercopa Sudamericana 1992
V Supercopa Sudamericana 1992

## 1/8 finału (30.09i7.10)
Boca Juniors –  Estudiantes La Plata 2:1 i 0:1, karne 3:4 (pierwszy mecz 29.09)
1. José Luis Villerreal, Roberto Cabañas – Capria
2. 0:1 Siviski

 Santos FC –  São Paulo 1:1 i 1:4 (mecze 29.09 i 10.10)

 CSD Colo-Colo –  Club Olimpia 1:0 i 0:1, karne 2:3

 Argentinos Juniors –  River Plate 1:2 i 0:3

 Peñarol –  Club Nacional de Football 2:2 i 0:1

 Racing Club –  Independiente 2:1 i 0:0 (mecze 2.10 i 8.10)

 Grêmio –  CR Flamengo 1:1 i 0:1 (mecze 8.10 i 10.10)

 Atlético Nacional –  Cruzeiro EC 1:1 i 0:8 (mecze 8.10 i 15.10)

## 1/4 finału (21.10i28.10)
São Paulo –  Club Olimpia 1:2 i 0:1 (pierwszy mecz prawdopodobnie 20.10)

 Cruzeiro EC –  River Plate 2:0 i 0:2, karne 5:4

 CR Flamengo –  Estudiantes La Plata 1:0 i 1:1 (mecze 22.10 i 30.10)

 Racing Club –  Club Nacional de Football walkower dla Racingu (Nacional wycofał się z powodu strajku piłkarzy)

## 1/2 finału (4.11i11.11)
CR Flamengo –  Racing Club 3:3 i 0:1

 Club Olimpia –  Cruzeiro EC 0:1 i 2:2

## Finał
Cruzeiro EC –  Racing Club 4:0 i 0:1
18 listopada 1992 Belo Horizonte Estádio Mineirão (102 tys.)

 Cruzeiro EC –  Racing Club 4:0(1:0)

Sędzia: Jose Torres(Kolumbia)

Bramki: Roberto Gaucho 2, Luis Fernando, Boiaidero / –

Czerwone kartki: – / Zaccanti 56, Borelli 79

Cruzeiro EC: Paulo Cesar – Paulo Roberto, Celio Lucio, Luizinho, Nonato, Douglas, Luis Fernando, Boiaidero, Renato Gaucho, Betinho, Roberto Gaucho

Racing Club de Avellaneda: Roa – Reinoso, Borelli, Zaccanti, Distefano, Matosas (F.Torres), Costas, Guendulain, Paz, C. Garcia, Graciano(Vallejos)
25 listopada 1992 Avellaneda Estadio El Cilindro (35 tys.)

 Racing Club –  Cruzeiro EC 1:0(0:0)

Sędzia: Juan Escobar (Paragwaj)

Bramki: C. Garcia (z karnego)

Czerwone kartki: C.Garcia 88 / –

Racing Club de Avellaneda: Roa – Reinoso, Vallejos (F. Torres), Distefano, Costas, Matosas (Cabrol), Paz, Guendulain, C. Torres, C. Garcia, Graciani

Cruzeiro EC: Paulo Cesar – Paulo Roberto, Luisinho, Celio Lucio, Nonato, Douglas, Luis Fernando, Boiadeiro, Renato, Roberto Gaucho (Arle), Betinho

## Klasyfikacja strzelców bramek
| Gole | Piłkarz        | Klub         |
| ---- | -------------- | ------------ |
| 6    | Renato Gaucho  | Cruzeiro EC  |
| 3    | Roberto Gaucho | Cruzeiro EC  |
| 3    | Raul Amarilla  | Club Olimpia |
| 3    | Silvani        | River Plate  |
| 3    | Luis Fernando  | Cruzeiro EC  |
| 3    | Claudio Garcia | Racing Club  |